# Massilieurodes euryae
Massilieurodes euryae là một loài côn trùng cánh nửa trong họ Aleyrodidae, phân họ Aleyrodinae.
Massilieurodes euryae được Takahashi miêu tả khoa học đầu tiên năm 1940.